# Phyllocrania
Phyllocrania är ett släkte av bönsyrsor. Phyllocrania ingår i familjen Hymenopodidae.
Kladogram enligt Catalogue of Life:
| Phyllocrania | \| \| Phyllocrania illudens \| \| \| \| \| \| Phyllocrania insignis \| \| \| \| \| \| Phyllocrania paradoxa \| \| \| \| |
|              | \| \| Phyllocrania illudens \| \| \| \| \| \| Phyllocrania insignis \| \| \| \| \| \| Phyllocrania paradoxa \| \| \| \| |
|              | Phyllocrania illudens                                                                                                   |
|              | |
|              | Phyllocrania insignis                                                                                                   |
|              | |
|              | Phyllocrania paradoxa                                                                                                   |
|              | |